# Пълп лесбийски романи
Пълп-романите за лесбийки са вид пълп или още сензационни романи от средата на 20 век, с недвусмислено лесбийска тематика и съдържание. Пълп-романите за лесбийки са били в тираж и публикувани през периода между 1950 и 1960 от много от издателствата за други жанрове за пълп-романи, като уестърни, романтични новели и детективски. Тъй като твърде малко друга литература е била на разположение за и върху лесбийките по онова време в САЩ, твърде често тези книги са служили за единствения източник на информация, който хората (лесбийки или не) са имали за да изградят за себе си представата какво една лесбийка е и не е.
Писателката Дона Алегра обяснява защо си ги е купувала, като казва „Без значение колко унизена и засрамена се чувствах, когато отивах до кеш-регистъра да си закупя тези книги, те бяха абсолютно необходими за мен. Нуждаех се от тях, както ми беше необходима храна и подслон за оцеляване.“
Пълп-романите получават наименованието си от евтината пълп-дървесина и хартията, произведена от нея, върху която са отпечатани (бележка: пълп-романите през 1950 – 1960 възникват от пълп-списанията, които съществуват в САЩ от по-рано). Тези книги са продавани в дрогериите, будките за вестници, спирките на автобусите и други места, където в САЩ можеш да купиш евтина, консуматорска литература и четива за забавление. Книгите са достатъчно малки, за да се поберат в джоба и достатъчно евтини, за да ги изхвърлиш, ако си приключил с тях.

## Развитие на жанра
В ранната половина на 20 век само шепа книги са публикувани, които се отнасят до лесбийки, като герои и характери в едно произведение, заедно с техните връзки с жени. Все пак след Втората световна война се появява тенденцията и възможността книги да се пишат и публикуват евтино, да се дистрибутират широко, книги за дрога, банди, бяло робство, престъпления. Понеже този тип литература не е уважаван, той приспада към групата на евтините и къси (кратки) булевардни романи, по тази причина тези книги не са и цензурирани, от където идва и включването на хомосексуална и лесбийска тематика по време в Америка, в което въпросите на хомосексуалността не са публично обсъждани; така тези лесбийски романи стават единствените източници за мнозина за информация и за истории на лесбийска тематика, истории, в които участват героини лесбийки.
Хиляди заглавия са публикувани в този жанр между 1955 – 1969 и милиони са продадени. В общи линии издателските къщи не се интересували от социалния ефект – за тях това били доста пари. И все пак, независимо колко разпространени и дори доминиращи на пазара през този период били тези лесбийски романи, за много жени, които отивали да си закупят книгата това било еднозначно на каминг аут (себеразкриване) пред книгопродавача.

## Романи
Първият пълп роман, който адресира лесбийските отношения, е публикуван в началото на 1950 – това е Женски бараки от Тереска Торес, издател Голд Медал Буукс. Историята в романа е фикционално описание на изживяванията и опита на Торес във Френските освободителни сили в Лондон по време на Втората световна война. Женски бараки се продава в 4 милиона копия. След успеха на „Женски бараки“ Голд Медал Буукс публикуват друг роман с меки корици на лесбийска тематика, това е Спринг файър от Марияне Миикър, който се смята за първия де факто пълп-роман за лесбийки, тъй като сюжетът се фокусира върху връзката на двете главни героини.
Авторите на лесбийските романи са както мъже, така и жени (макар и по-рядко), които често са използвали псевдоними на женски имена. Често лесбийските пълп-романи е било необходимо да имат неприятен завършек (според моралните изисквания на времето тогава, които не са позволявали друго).
„Пълп-романите достигаха изолираните, малки градове, където лесбийките можеха да ги прочетат и да видят, че не са единствени на света.“ През в края на 60-те и началото на 70-те настъпва промяна в пазара, от една страна се започва по-сериозно издателство в областта на лесбийската литература (твърди корици, собствени феминистки издателсктва), а от друга страна нарастването на порноиндустрията спира чисто „розовия“ интерес към този вид литература, от трета страна надигането на феминисткото движение и движението за ЛГБТ права променят фокуса на интереса на хомосексуалните жени.